# 小鳥遊つばさ
小鳥遊 つばさ（たかなし つばさ）は、石川県出身の女性イラストレーター。旧ペンネームはひさかた 悠（ひさかた ゆう）。
雑誌投稿の時代から高い画力で注目を集め、ゲーム雑誌『電撃G'sマガジン』（メディアワークス）連載の読者参加企画「Merry Little Park!」でキャラクターデザイン・挿絵を担当した。以後も何度か誌面の扉イラストを手がけている。
『Cobalt』（集英社）でも何度か挿絵を担当した。

## 作品
- Merry Little Park!（2001年） キャラクターデザイン
- ヨアの紐 （文・桂環） 2005年コバルト6月号 挿絵
- 学習塾ガロア（秋田県雄勝郡羽後町） チラシ 2006年
- 卵の檻 少年マリア・少女マリア（原作・天河りら）コバルト文庫 挿絵